# Sticharion

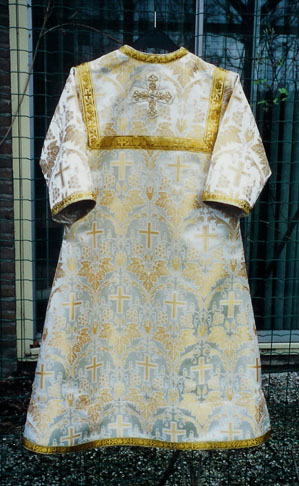
Prawosławny sticharion

Sticharion (gr. στιχάριον) – szata używana jako element stroju liturgicznego w kościołach chrześcijańskich obrządków wschodnich, zwłaszcza bizantyjskich i pokrewnych, wywodząca się z chitonu, długiej sukni noszonej w starożytności. Symbolizuje czystość duszy. W obrządku rzymskim (łacińskim) odpowiednikiem sticharionu jest alba.
Sticharion używany jest przez usługujących i duchownych wszystkich stopni. Jednak w zależności od tego, dla kogo jest przeznaczony, może nieco różnić się w wyglądzie. 

## Diakoni, duchowieństwo niższe oraz ministranci
Stichariony dla ministrantów, niższych duchownych oraz diakonów są szatami wierzchnimi, tzn. nie zakłada się na nie innych szat, a tylko diakoni zakładają orarion. Z tej racji sticharion jest wykonany z grubszego materiału, nieraz bogato zdobiony. Zazwyczaj występuje w kolorze liturgicznym dostosowanym do obchodu.

## Prezbiterzy i biskupi
W przypadku sticharionów używanych przez kapłanów nie jest to szata wierzchnia. Przywdziewa się na nią inne szaty, takie jak epitrachelion, felonion czy sakkos. Dlatego sticharion kapłański szyty jest ze znacznie cieńszego materiału, zazwyczaj jest biały i przypomina rzymską albę. Sporadycznie spotyka się stichariony w innych niż biel kolorach. Ponadto sticharion taki ma węższe rękawy, przystosowane do założenia na nie narękawników. 
Sticharion noszony przez kapłana jest niekiedy nazywany podryznik, noszony przez biskupa podsakkosnik, ze względu na nazwy szat, które ci duchowni przywdziewają na sticharion.

## Modlitwa
Przed nałożeniem sticharionu jest odmawiana modlitwa:
Dusza moja raduje się w Panu, bo mnie przyodział w szatę zbawienia i ubraniem weselnym przyodział mnie. Jak oblubieńca, któremu włożył koronę i jak oblubienicę, przyozdobił mnie pięknem.